# Poole
Poole (IPA: [puːl] kiejtéseⓘ) város az Egyesült Királyságban, Délnyugat-Angliában, Dorsetben, a La Manche csatorna partján. Lakossága 148 ezer fő volt 2012-ben.

## Nevezetes szülöttei
- Erica Batchelor (* 1933),
- Thomas Bell (1792–1880),
- John le Carré (* 1931; David John Moore Cornwell), író
- David Michael Clarke (* 1969), művész
- Natalie Clein (* 1977),
- Zara Dampney (* 1986), sportoló
- Alan Kimble (* 1966), focista
- David Hugh Jones (1934–2008),
- Greg Lake (1947 - 2016), zenész
- Andrew Musgrave (* 1990),
- Rod Robbie (1928–2012), építész
- Samuel Henry Strong (1825–1909),
- Edgar Wright (* 1974), színész, rendező